# Fotbal Club Vaslui 2011-2012
Questa voce raccoglie le informazioni riguardanti il Fotbal Club Vaslui nelle competizioni ufficiali della stagione 2011-2012.

## Rosa
| N. |                     | Ruolo | Calciatore            |
| -- | ------------------- | ----- | --------------------- |
| 3  | Romania (bandiera)  | D     | Paul Papp             |
| 5  | Moldavia (bandiera) | C     | Denis Zmeu            |
| 7  | Romania (bandiera)  | A     | Răzvan Neagu          |
| 8  | Romania (bandiera)  | C     | Adrian Gheorghiu      |
| 9  | Nigeria (bandiera)  | A     | Yero Bello            |
| 10 | Brasile (bandiera)  | A     | Adailton              |
| 11 | Serbia (bandiera)   | C     | Nemanja Milisavljević |
| 12 | Lituania (bandiera) | P     | Vytautas Černiauskas  |
| 15 | Ghana (bandiera)    | D     | Richard Annang        |
| 17 | Romania (bandiera)  | D     | Silviu Bălace         |
| 18 | Romania (bandiera)  | C     | Lucian Sânmărtean     |
| 19 | Zimbabwe (bandiera) | A     | Mike Temwanjera       |
| 20 | Bulgaria (bandiera) | D     | Živko Milanov         |
| 22 | Romania (bandiera)  | P     | Claudiu Puia          |
| 23 | Serbia (bandiera)   | C     | Miloš Pavlović        |

| N. |                                 | Ruolo | Calciatore        |
| -- | ------------------------------- | ----- | ----------------- |
| 25 | Brasile (bandiera)              | A     | Willian Gerlem    |
| 26 | Slovacchia (bandiera)           | D     | Pavol Farkaš      |
| 27 | Portogallo (bandiera)           | D     | Hugo Luz          |
| 28 | Romania (bandiera)              | D     | Gabriel Cânu      |
| 30 | Romania (bandiera)              | C     | Raul Costin       |
| 33 | Romania (bandiera)              | P     | Mihai Luca        |
| 77 | Bosnia ed Erzegovina (bandiera) | C     | Petar Jovanović   |
| 80 | Brasile (bandiera)              | C     | Wesley            |
| 85 | Brasile (bandiera)              | D     | Gladstone         |
| 88 | Romania (bandiera)              | A     | Vasile Buhăescu   |
|    | Romania (bandiera)              | C     | Marius Ştefoi     |
|    | Spagna (bandiera)               | C     | Alejandro Campano |
|    | Spagna (bandiera)               | D     | David Rivas       |
|    | Italia (bandiera)               | P     | Massimo Zappino   |
|    | Brasile (bandiera)              | D     | Anderson do Ó     |